# Malapterurus punctatus
Malapterurus punctatus és una espècie de peix de la família dels malapterúrids i de l'ordre dels siluriformes.

## Morfologia
- Els mascles poden assolir 21,5 cm de llargària total.
- Nombre de vèrtebres: 38-39.[4]

## Distribució geogràfica
Es troba a Àfrica: des de Sierra Leone fins a Libèria i Costa d'Ivori.